# جايدن ستوكلي
جايدن ستوكلي (بالإنجليزية: Jayden Stockley)‏ مواليد 15 سبتمبر 1993 في إنجلترا، هو لاعب كرة قدم إنجليزي. يلعب كمهاجم.

## مرحلة الشباب

### أندية لعب لها
- نادي بورنموث

## المسيرة الاحترافية

### أندية لعب لها
- نادي بورنموث

## روابط خارجية
- جايدن ستوكلي على موقع قاعدة بيانات كرة القدم.إي يو (الإنجليزية)
- جايدن ستوكلي على موقع Soccerbase.com (لاعب) (الإنجليزية)
- جايدن ستوكلي على موقع Soccerway.com (الإنجليزية)
- جايدن ستوكلي على موقع عالم كرة القدم.نت (الإنجليزية)
- جايدن ستوكلي على موقع AS.com (الإسبانية)